# Demócratas Liberales (Alemania)
Los Demócratas Liberales - Los Socioliberales (en alemán: Liberale Demokraten – die Sozialliberalen, LD) más conocido como Demócratas Liberales, es un partido político alemán, de ideología socioliberal. Fundado en 1982, es uno de los partidos minoritarios más longevos de Alemania.

## Programa
El partido aboga por la "expansión de los derechos civiles", "la democratización de la economía" y una "reforma del capitalismo". También buscan la abolición de la cláusula del cinco por ciento.

## Historia
En 1982, la coalición social-liberal (SPD/FDP) se disolvió a nivel federal, causando la salida de varios miembros del FDP más cercanos al socioliberalismo. Mientras que algunos de ellos se trasladaron al SPD o a Alianza 90/Los Verdes, otros fundaron el 28 de noviembre de 1982 en Bochum el LD. El partido tenía unos 1.100 miembros en sus inicios. El primer presidente del partido fue el exmiembro del Landtag de Hesse Ulrich Krüger, antiguo miembro del FDP.
Sus primeras participaciones electorales fueron las elecciones estatales de 1983 (Bremen y Hesse), pero la formación cayó muy por debajo de sus expectativas, obteniendo un 0,4 por ciento de los votos en ambas elecciones. Decidió no participar en las Elecciones al Parlamento Europeo de 1984, lo cual provocó conflictos internos. Como resultado, Ulrich Krüger presentó su renuncia a la presidencia, por lo que asumió como nuevo presidente el entonces rector de la Universidad de Hagen Ralf Bartz. El LD también renunció a participar en las elecciones federales de 1987 pero llamó a votar por el SPD. Intentó participar en las Elecciones al Parlamento Europeo de 1989, pero no pudo recolectar las firmas necesarias para inscribir su lista.
El partido pudo lograr escaños sólo a nivel local; en 1999 eligió a un diputado para el consejo de Heidelberg. También tuvo representación en el Abgeordnetenhaus de Berlín, cuando en 1992, el diputado Hans Schwenke de Foro Nuevo se unió al LD. En las Elecciones estatales de Renania del Norte-Westfalia de 2005, el 22 de mayo, el LD presentó un candidato en la circunscripción Colonia VII, siendo su primera participación electoral en muchos años. Además participó en las elecciones municipales de Colonia de 2004 y 2009, pero en ambos casos obtuvo el 0,0%.
En las Elecciones estatales de Renania del Norte-Westfalia de 2010, el LD no pudo recolectar las firmas de apoyo necesarias para inscribir su lista, pero presentó un candidato directo en la circunscripción Colonia VII, el cual obtuvo el 0,2% en la circunscripción. En las elecciones estatales de Renania del Norte-Westfalia de 2012, el partido presentó como candidato directo a su Presidente Estatal Günter Pröhl. Este obtuvo 120 votos en su distrito (0,2%).

## Organización
El partido cuenta con organizaciones estatales en Renania del Norte-Westfalia y Baden-Wurtemberg. Una organización estatal también esta en calidad de en formación en Hesse.
Además, el partido coopera con los Nuevos Liberales, planteando una posible fusión.
Su presidente es Paul Vossiek y su sede se encuentra en Leonberg.

## Otros datos
La escritora Ingeborg Drewitz apoyó al LD y escribió en 1986 un artículo para la revista del partido.